# SAZAS letna lestvica slovenskih skladb 2013
SAZAS letna lestvica najbolj predvajanih slovenskih skladb 2013, ki vključuje le domače izvajalce za dve TOP 100 lestvici: reparticijski razred 100 (nacionalni radio) in razred 110 (komercialne postaje).

## Kategorija
Celotna lestvica obeh kategorij obsega Top 100 slovenskih skladb leta 2013.
| #  | Izvedba                      | Izvajalec               |
| -- | ---------------------------- | ----------------------- |
| 1  | "Ni dovolj"                  | Eskobars                |
| 2  | "Rožice"                     | Hamo & Tribute 2 Love   |
| 3  | "Kakor da se ni nič zgodilo" | Severa Gjurin           |
| 4  | "Še en dan"                  | Mi2                     |
| 5  | "Metulji"                    | Pliš                    |
| 6  | "Mars in Venera"             | Tinkara Kovač           |
| 7  | "Ob tebi bom ostal"          | Jan Plestenjak          |
| 8  | "Dan ljubezni"               | Pepel in kri            |
| 9  | "Nor sigurno ne"             | Big Foot Mama           |
| 10 | "Hvala za ribe"              | Tabu                    |
| 11 | "Window"                     | Elvis Jackson           |
| 12 | "Rastemo"                    | Tinkara Kovač           |
| 13 | "Odpri oči"                  | Neomi                   |
| 14 | "Objem"                      | Papir                   |
| 15 | "Nisem kriv"                 | Gal Gjurin              |
| 16 | "Enaka"                      | Crossfire               |
| 17 | "Premakni se k meni"         | Panda                   |
| 18 | "Nebo nad Berlinom"          | Društvo mrtvih pesnikov |
| 19 | "Danaja"                     | Polona Kasal            |
| 20 | "Vse je v glavi"             | Cover Lover             |

| #  | Izvedba                    | Izvajalec                     |
| -- | -------------------------- | ----------------------------- |
| 1  | "Zlaži se mi"              | Alya                          |
| 2  | "Večja od neba"            | Jan Plestenjak                |
| 3  | "Ob tebi bom ostal"        | Jan Plestenjak                |
| 4  | "Rad jo imam"              | Miran Rudan                   |
| 5  | "Malo fantazije"           | Demetra Malalan               |
| 6  | "My Way Is My Decision"    | Tina Maze                     |
| 7  | "Nasmeh življenja"         | Nika Zorjan                   |
| 8  | "Naj sije v očeh"          | Muff                          |
| 9  | "Zate"                     |                               |
| 10 | "To je moj dan"            | Tangels                       |
| 11 | "Živeti spet"              | Victory                       |
| 12 | "Kisik"                    | Jernej Zoran ft. Lara Poreber |
| 13 | "Najin trenutek"           | Alex Volasko                  |
| 14 | "Dan ljubezni"             | Pepel in kri                  |
| 15 | "Čas"                      | Dan D                         |
| 16 | "Pokliči ljubezen"         | Regina                        |
| 17 | "Hej hej"                  |                               |
| 18 | "A boš malo moj"           | Alja Krušič                   |
| 19 | "Ritem ulice" (radio edit) | Regina                        |
| 20 | "Poljubljena"              | Tabu                          |